# André Brugiroux
André Brugiroux, né le 11 novembre 1937 à Villeneuve-Saint-Georges, est un globe-trotter et écrivain français qui a visité tous les pays et territoires du monde entre 1955 et 2005, le dernier étant le Mustang. Il a été nommé « plus grand voyageur existant sur Terre » en 2008 dans le Hit Parade des Viajeros notables contemporáneos de Jorge Sánchez. Il a réalisé un film documentaire portant sur ses voyages. Il s'est également donné pour mission de faire connaître la foi bahá'íe à travers la planète.

## Biographie

### Enfance et Famille
Né à Villeneuve-Saint-Georges d’un père ouvrier à la SNCF et d’une mère comptable, il a passé son enfance à Brunoy, dans le nord de l’Essonne. Il fait ses études à l'école des Mardelles de Brunoy, puis au collège Saint-Augustin de Montgeron. Le manque de travail dans la petite ferme familiale de Langeac (Haute-Loire) ayant forcé son père à s'exiler en région parisienne.
Ce dernier ne l’a certainement pas incité au voyage. C’est plutôt sa mère, qui avait fait quelques excursions avant son mariage, qui lui a donné involontairement le goût de l’évasion et lui a fourni la clé de son autonomie future en l’inscrivant aux boy-scouts. Le totem que lui donnèrent ceux-ci lui va comme un gant : « fouine babillarde » (fouine : animal rusé - babillard : qui aime parler).
Son enfance a été marquée par la guerre et son tour du monde a eu pour finalité de savoir si la paix serait possible un jour.

### Premiers voyages (1955-1968) et tour du monde en stop (1968-1973)
La terre n’est qu’un seul pays, titre de son premier livre ainsi que de son film, est la conclusion et l’idée maîtresse de son premier périple qui a duré 18 ans sans rentrer (de 1955 à 1973), et au cours desquels il a parcouru 400 000 km en stop avec un dollar par jour à travers 135 pays sur tous les continents.
Parti en 1955, à l’âge de 17 ans, avec un diplôme de l’École hôtelière de Paris et 10 francs en poche, il a d’abord travaillé 7 ans en Europe pour apprendre des langues tout en faisant des petits boulots. Entre ses séjours en Espagne et en Allemagne fédérale, il a dû effectuer son service militaire au Congo (1958 et 1959).
Ensuite, après avoir économisé 3 ans en travaillant comme traducteur à Toronto  au Canada (de 1965 à 1967), il a pu visiter la planète durant 6 ans sans travailler. Il s’est déplacé uniquement en stop (avion – bateau – voilier), en ne dépensant en moyenne qu’un dollar par jour.
Lors de son périple, il a été incarcéré sept fois, a failli se faire tuer plusieurs fois, a été déporté, volé… Il a vécu chez le docteur Schweitzer à Lambaréné et les hippies de San Francisco, chez les coupeurs de tête à Bornéo, les bonzes à Bangkok, il a pu étudier dans une école de yoga en Inde et travailler dans un kibboutz en Israël, il a aussi connu le trafic de pierres précieuses à Ceylan, les camps de réfugiés au Cambodge, etc.
Au cours de ses voyages, il a découvert et fait sienne l’idée qu’énonçait au XIXe siècle le religieux persan Bahá'u'lláh : « La terre n’est qu’un seul pays et tous les hommes en sont les citoyens ». Il rentre avec une vision nouvelle de l’histoire et adhère à la foi bahá’íe.

### Voyages divers (depuis 1973)
Après avoir fait publier son premier ouvrage, monté un film de conférence et recouvré la santé, André Brugiroux a repris la route avec pour objectifs de découvrir les pays qu’il avait ratés la première fois et de continuer à rencontrer leurs peuples, et de vouloir partager le plan administratif mondial du message bahá'í. Il effectua des aller-retours incessants hors de France allant de 6 à 8 mois chaque année pendant 30 ans, mêlant conférences et excursions. Il a également parcouru toutes les régions de France.
Il se maria en 1984 avec Rinia Van Kanten, une sociologue du Suriname rencontrée à Cayenne. Leur fille s'appelle Natascha.
En 2005, en rendant visite aux ours polaires dans la baie de Churchill au Manitoba (Canada), André Brugiroux estima avoir accompli son rêve.
Depuis il n'a pourtant pas cessé de voyager pour compléter ses humanités et partager ses convictions. En 2007, il a fêté ses 70 ans sur l'île de Socotra (Yémen) avec d'authentiques baroudeurs. En 2008, il a vécu un conte des Mille et Une nuits dans le dernier royaume interdit : l'Arabie saoudite. En 2009, en Sibérie, il a descendu le fleuve Léna et parcouru la route des os de Iakoutsk à Magadan avec les plus grands voyageurs de la planète.
En 2011, il est allé visiter le tout dernier-né des pays du monde : le Soudan du Sud.
En 2013, il a atteint Tristan da Cunha, l'île la plus isolée du monde. Depuis, il a également été classé « plus grand voyageur existant sur terre » en 2015 sur la liste de Sasha Grabow en Allemagne et en 2016 sur celle de Harry Mitsidis en Grande-Bretagne.

## Galerie

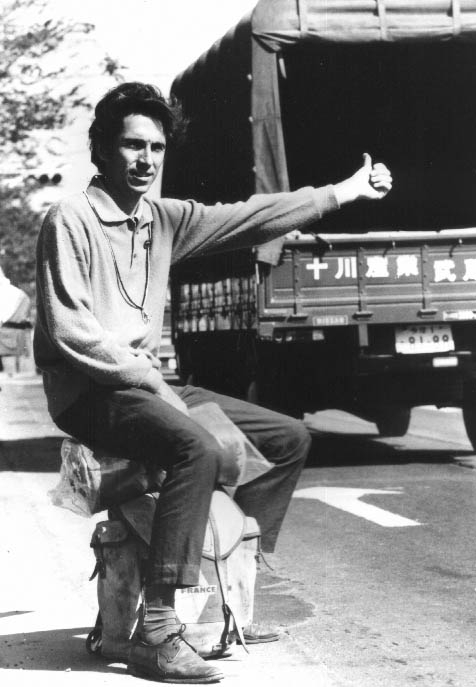
Japon 1970
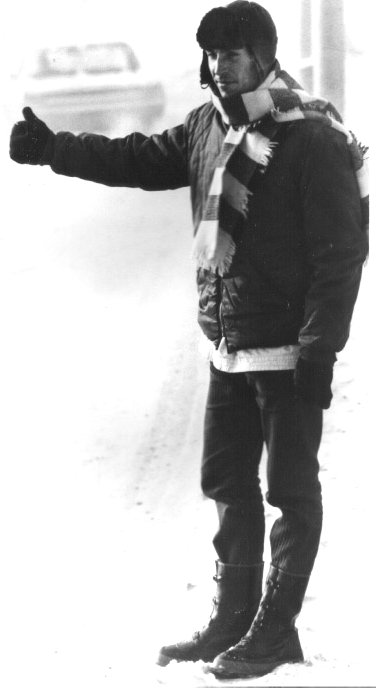
Alaska 1969
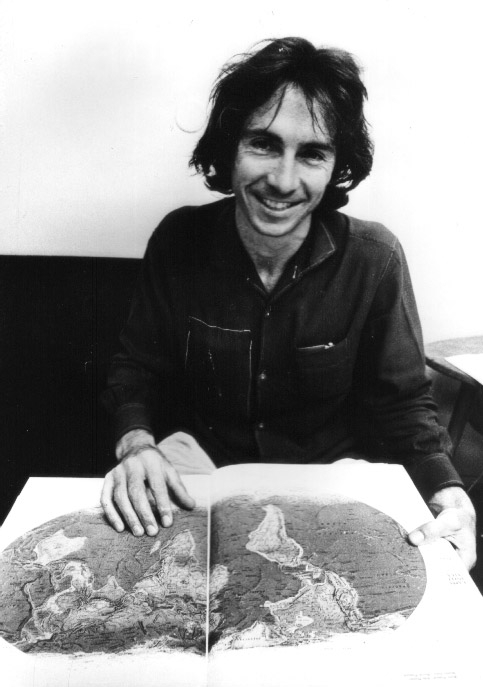
Oslo 1973
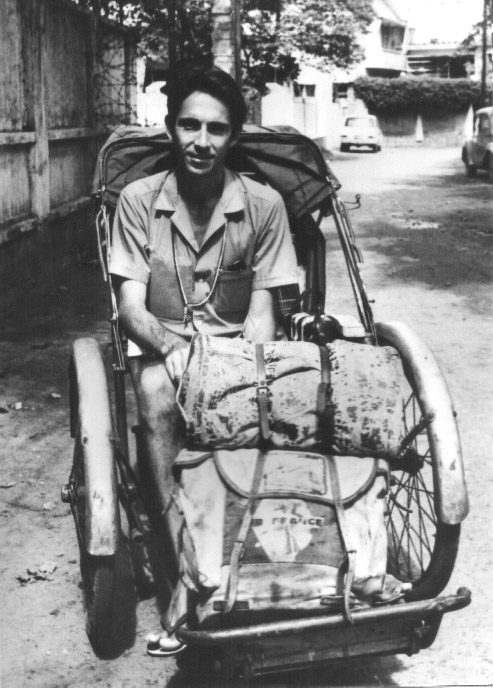
En becak à Jakarta en 1970

## Œuvres

### Livres
- La terre n’est qu’un seul pays, 1975, collection « Vécu » Robert Laffont. Réédité en 2007 chez Géorama éditions.
  - Traduit en anglais One People, One Planet, 1991, Oneworld Oxford, et en espagnol La tierra es un solo país, 1978, Plaza Y Janes, S.A..En 2016, Alcalá.
- La route et ses chemins, 1978, Robert Laffont, puis publié sous le titre La route, 1986, éditions Séguier[9].
- Le prisonnier de Saint-Jean-d’Acre, 1982, Librairie Les Insomniaques. En 2007, Être et Connaître éditions. Prix Saint-Exupéry 1983[9].
- Les chemins de la paix, 1990, éditions Séguier ; 2009, chez Géorama éditions[9].
- Les maquisards de Bahá –  en attente de publication -
- Bloc-notes d’un enseignant itinérant, 2002, Librairie bahá'íe[9].
- Une vie sur la route, 2006, Géorama éditions[9].
- L'homme qui voulait voir tous les pays du monde, 2014, City éditions
- Le monde est mon pays, 2016, City éditions.
- Victor Hugo et l'ère nouvelle, 2019, le Lys bleu éditions.
- Mes voyages avec André Brugiroux, 2020, éditions Phi

### Film
- La Terre n’est qu’un seul pays — 400 000 km autour du monde en stop et la civilisation mondiale — 135 pays visités. Ce film est un document pris sur le vif, réalisé et commenté par l’auteur. Depuis 2005 en DVD (français et anglais)

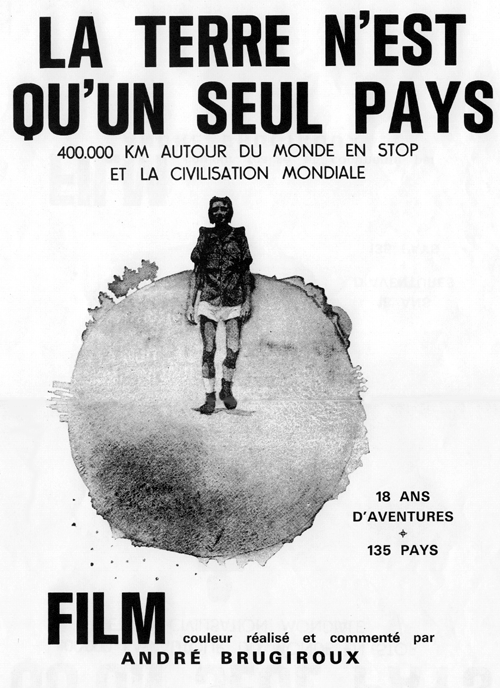
Affiche du film en version française
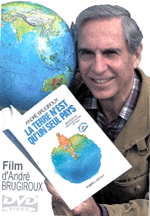
DVD du film "la terre n'est qu'un seul pays
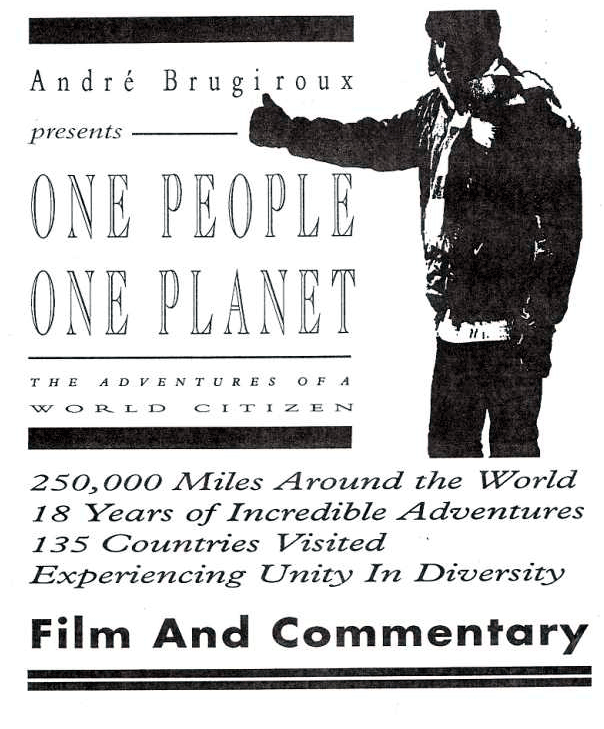
Affiche du film en version anglaise